# Landesamt für Finanzen (Bayern)

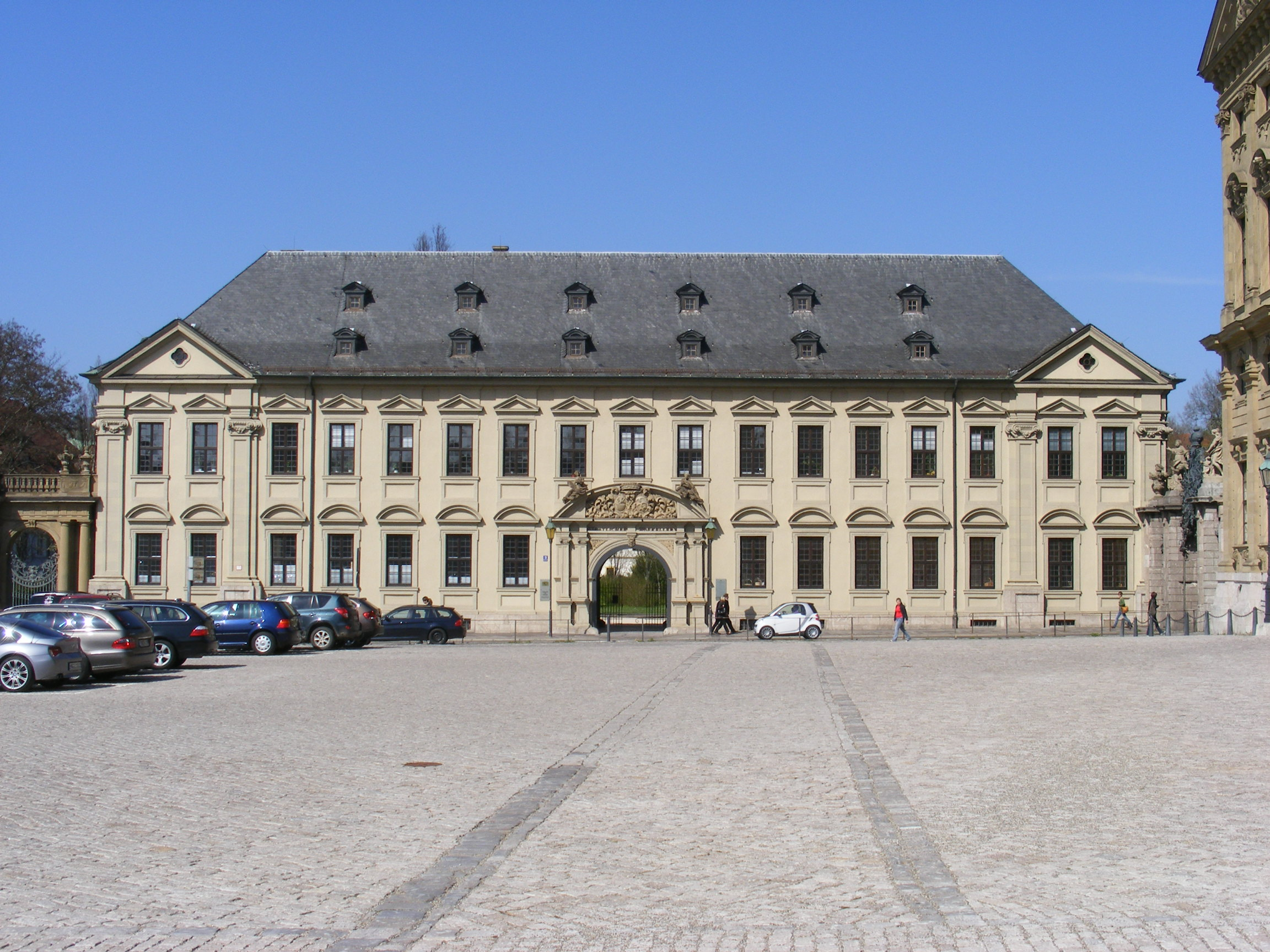
Zentralabteilung des Landesamtes für Finanzen im Rosenbachpalais, Residenzplatz 3 in Würzburg (2010)

Das Landesamt für Finanzen (LfF) ist eine dem Bayerischen Staatsministerium der Finanzen und für Heimat nachgeordnete Landesbehörde mit Sitz in Würzburg.

## Zur Entstehung
Das Landesamt für Finanzen ist im Rahmen der Verwaltungsreform der Bayerischen Staatsregierung „Verwaltung 21“ entstanden.
Zum 1. August 2005 wurden die sechs Bezirksfinanzdirektionen (Ansbach, Augsburg, Landshut, München, Regensburg und Würzburg) als eigenständige Mittelbehörden der Bayerischen Staatsfinanzverwaltung aufgelöst und zu einer zentralen Landesbehörde zusammengefasst.
Die von den Bezirksfinanzdirektionen im Bereich der Vermessungsverwaltung wahrgenommenen Verwaltungsaufgaben wurden zum selben Zeitpunkt dem Landesamt für Vermessung und Geoinformation übertragen.
Bis zur Gründung des Staatsbetriebs Immobilien Freistaat Bayern am 16. Mai 2006 war das Landesamt für Finanzen übergangsweise noch für die vorher den Bezirksfinanzdirektionen zugeordneten Aufgaben in der Immobilienverwaltung zuständig.

## Sitz und Dienststellen

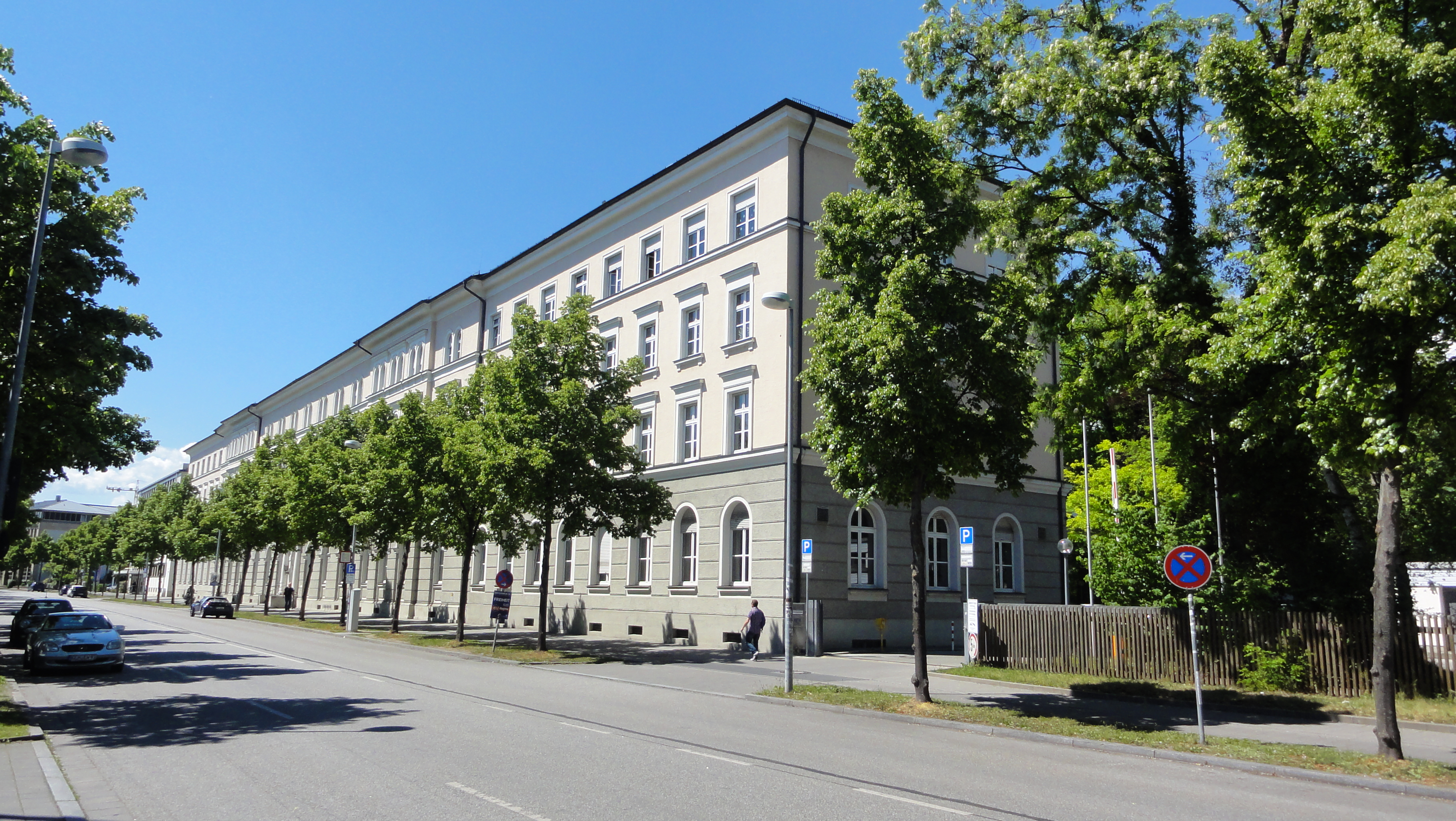
Landesamt für Finanzen, Dienststelle Regensburg, Bahnhofstraße 7 (2014)

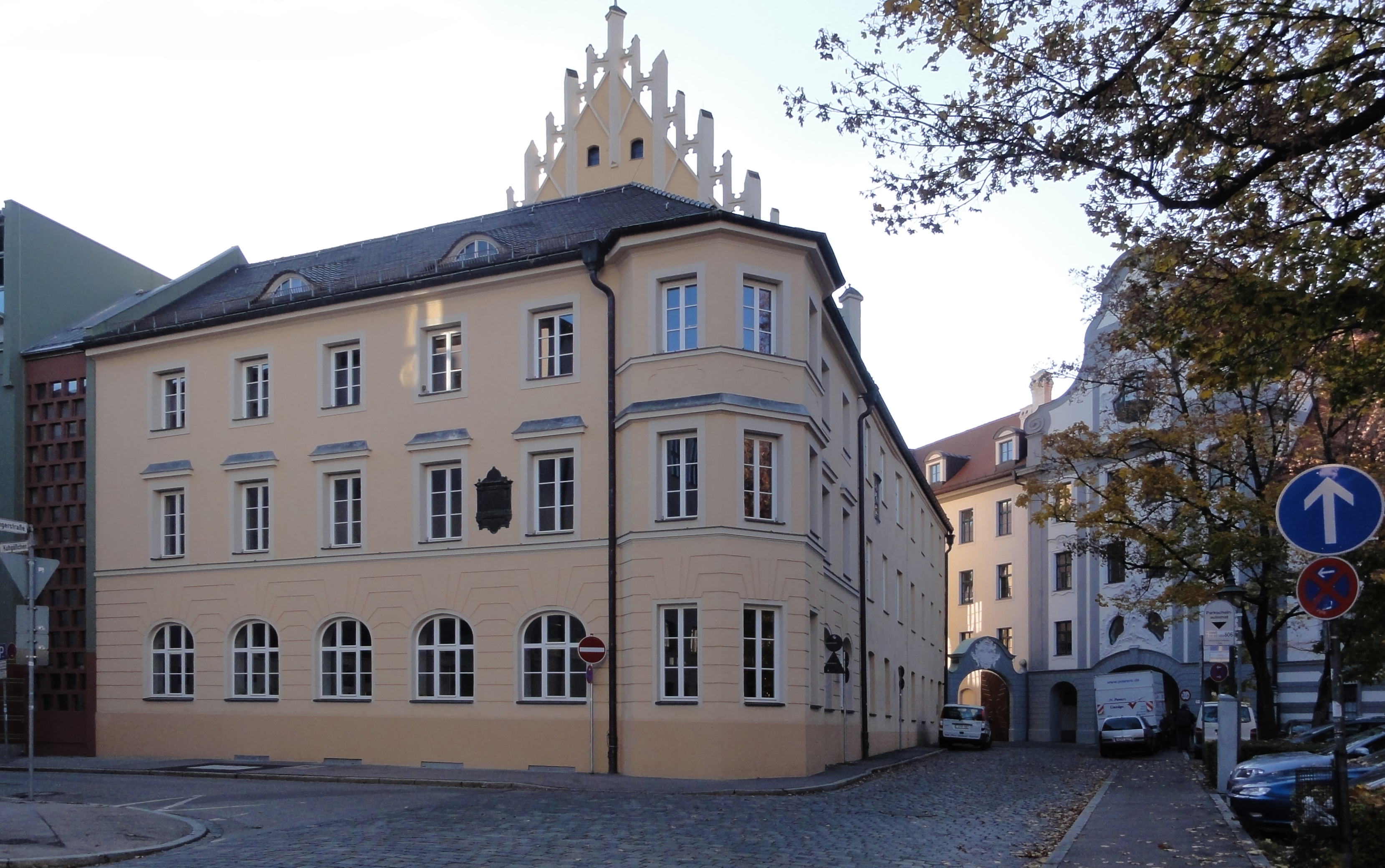
Landesamt für Finanzen, Dienststelle Augsburg, Fronhof 8 (ehem. Hofzahlamt und Marstallgebäude; 2013)

Das Landesamt für Finanzen hat seinen Sitz in Würzburg (Zentralabteilung). Dienststellen bestehen in Ansbach, Augsburg, Bayreuth, Landshut, München, Regensburg, Weiden in der Oberpfalz und Würzburg. Der Dienststelle Augsburg sind Bearbeitungsstellen in Ingolstadt und Kaufbeuren, der Dienststelle Landshut Bearbeitungsstellen in Passau und Straubing sowie der Dienststelle Weiden in der Oberpfalz eine Bearbeitungsstelle in Vohenstrauß zugeordnet.

## Aufgaben
Das Landesamt für Finanzen ist für folgende Aufgaben der Finanzverwaltung sachlich zuständig:
- die Festsetzung, Anordnung und Abrechnung der Bezüge für die Beamten, Arbeitnehmer und Versorgungsempfänger des Freistaates Bayern, einschließlich Beihilfe, Dienstunfallfürsorge/Sachschadenersatz, Wohnungsfürsorge.
- die zentrale Abrechnung von Reisekosten, Trennungsgeld und Umzugskostenvergütung.
- die gerichtliche Vertretung des Freistaates Bayern nach Maßgabe der Vertretungsverordnung (VertrV) einschließlich Mahnverfahren.
- außergerichtliche und gerichtliche Abwicklung von Nachlassvermögen im Rahmen der Erbfälle des Freistaates Bayern;
- Erledigung der Kassenaufgaben für den größten Teil der Behörden des Freistaates Bayern (Staatsoberkasse Bayern in Landshut).
- die Aufgaben der Landesentschädigungs- und Staatsschuldenverwaltung sowie des Betriebsärztlichen Dienstes für die Finanzverwaltung. Bis 31. Juli 2005 waren diese Aufgaben der Oberfinanzdirektion München (jetzt Bayerisches Landesamt für Steuern) zugeordnet.
- die Organisation der Dienstreisen der Beschäftigten des Freistaates Bayern (Reiseservice Bayern, RSB).

Das Landesamt für Finanzen ist außerdem einer der federführenden EDV-Dienstleister innerhalb der staatlichen Verwaltung in Bayern. Die daraus resultierenden Programmier- und Administrationsaufgaben werden bei den Dienststellen München und Regensburg erledigt. Derzeit werden ressortübergreifend folgende IT-Verfahren betreut:
- BayBAS (Bayer. Beihilfeabrechnungssystem)
- BayIVS (Bayer. Inventarisierungssystem)
- BayLern® (Gemeinsames Bildungsportal Bayerischer Behörden)
- BayRKS (Bayer. Reisekostenabrechnungssystem), BayRMS (Bayer. Reisemanagementsystem)
- BayZeit (Bayer. Zeitmanagementsystem)
- IHV (Integriertes Haushalts- und Kassenverfahren)
- KABU (Kassen- und Zahlstellenbuchungsverfahren)
- KLR (Kosten-/Leistungsrechnung und Controlling)
- VIVA (integrierte Standardsoftware Bezügeabrechnung, Personal- und Stellenverwaltung sowie Kosten- und Leistungsrechnung)

Mit Wirkung vom 1. Dezember 2017 sind die Aufgaben des Bayern-CERT vom Landesamt für Finanzen auf das zu diesem Zeitpunkt neu errichtete Landesamt für Sicherheit in der Informationstechnik übergegangen. Es dient weiterhin den Teilnehmern des Bayerischen Behördennetzes als ständig verfügbare Anlaufstelle bei akuten Sicherheitsproblemen (IT-Sicherheitsleitlinie für die bayerische Staatsverwaltung).
Daneben bestehen noch folgende Sonderzuständigkeiten:
- Die Dienststelle Ansbach ist zuständig für die Durchführung des Rückerstattungsgesetzes der Militärregierung und Wiedergutmachungsbehörde im Sinne dieses Gesetzes.
- Die Dienststelle München ist zuständig für die Angelegenheiten des im Rahmen der Wiedergutmachung beschlagnahmten und eingezogenen Vermögens, insbesondere gemäß dem Gesetz Nr. 52 der Militärregierung über die Sperre und Überwachung von Vermögen, dem Gesetz zur Befreiung von Nationalsozialismus und Militarismus vom 5. März 1946 und der Direktive Nr. 50 des Kontrollrats vom 29. April 1947.